# Tschetfalwa
Tschetfalwa (ukrainisch Четфалва; ungarisch Csetfalva; tschechisch Četovo) ist ein Dorf in der ukrainischen Oblast Transkarpatien mit etwa 755 Einwohnern (2001).

## Lage
Der Ort befindet sich am nördlichen Ufer der Theiß und somit nur wenige hundert Meter von der Grenze zu Ungarn entfernt. Die nächstgelegenen Städte sind Wynohradiw (20 km östlich) und Berehowe (20 km nordwestlich). Aufgrund seiner Lage nahe der ungarischen Grenze sind die Straßenschilder im Ort zweisprachig gehalten. Ein Teil der Bevölkerung spricht nur ungarisch und auf dem Dorfrat-Gebäude wird neben der ukrainischen auch die ungarische Flagge gehisst.

## Geschichte
Die Ersterwähnung des Dorfes fand im Jahr 1341 statt. 1447 hieß es Chedfalwa und 1477 Chethfalwa. Im Jahr 1566 wurde Geschichte der Sowjetunion von den Tataren verwüstet und Einwohner angeblich versklavt.
Das Dorf wurde in der Sowjetzeit in Tschetowo (Четово) umbenannt und erhielt erst 1995 seinen Namen zurück.
Nach schweren Schäden durch Überschwemmungen in den Jahren 1998 und 2001 wurde beim Dorf einer der höchsten Hochwasser-Schutzdämme Transkarpatiens errichtet.

## Sehenswürdigkeiten

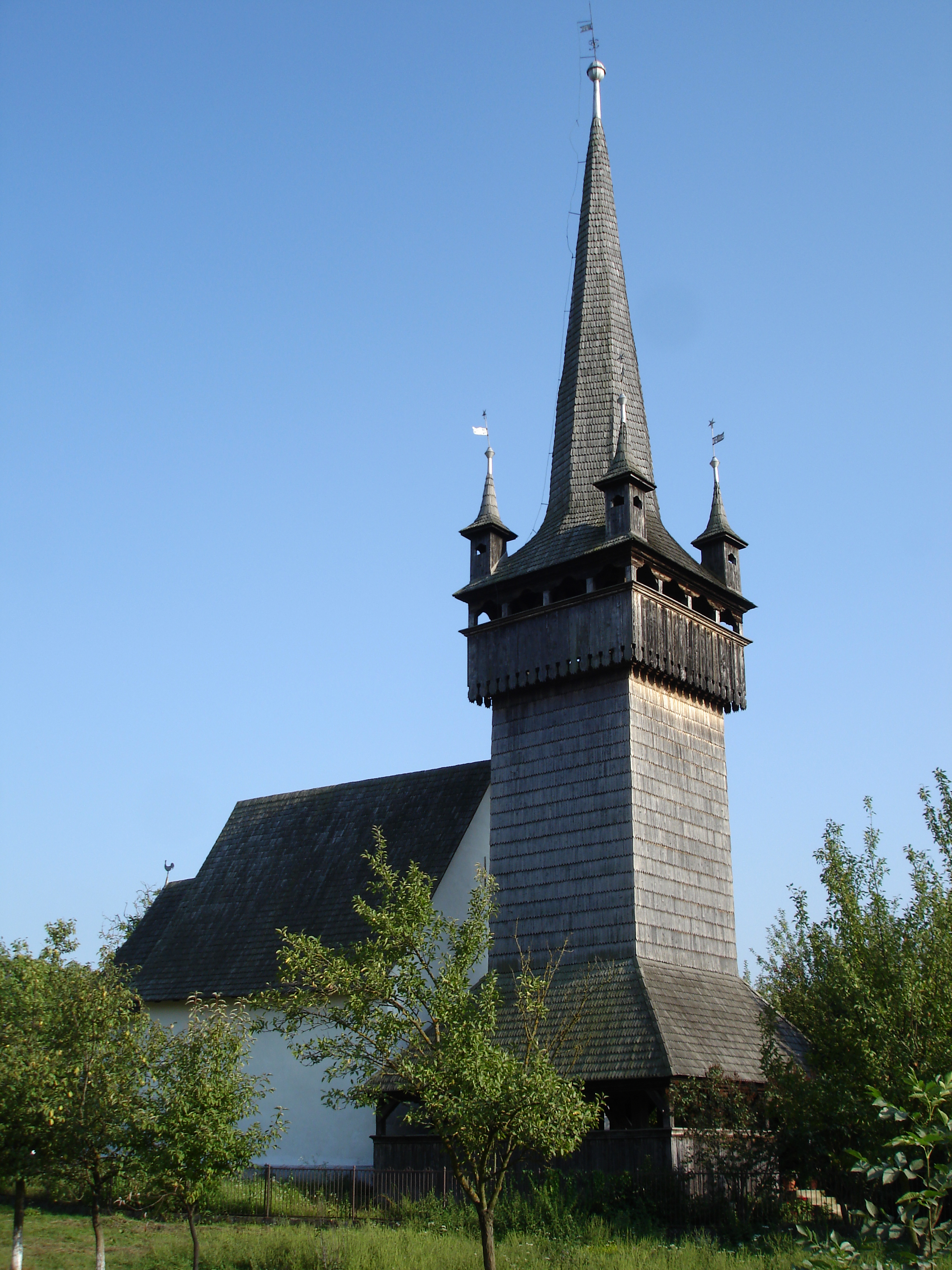
Reformierte Kirche und Glockenturm

In Tschetfalwa stehen zwei Kirchen, von denen die reformierte Kirche aus dem 15. Jahrhundert stammt und die katholische Heilig-Geist-Kirche in den Jahren von 1998 bis 2001 errichtet wurde. Bei beiden wurde der Glockenturm aus Holz errichtet. Den Gottesdienst in der katholischen Kirche leiten abwechselnd griechisch-katholische und römisch-katholische Geistliche. Zu den Besonderheiten der reformierten Kirche gehört neben dem separat errichteten Glockenturm, der ohne Fundament auskommt, weil ihn eine Rahmenkonstruktion hält, eine Kassettendecke des 18. Jahrhunderts, bei der jedes Feld individuell gestaltet wurde.